# Vera Pauw
Vera Pauw (Amsterdam, 18 januari 1963) is een Nederlandse voetbalcoach, die wordt gezien als een van de pioniers van het vrouwenvoetbal in Nederland. Ze was de eerste vrouw die over het hoogste trainersdiploma beschikte in de Nederlandse voetballerij.

## Spelerscarrière
Als verdedigster bereikte Pauw de rol van aanvoerster van het Nederlands vrouwenelftal. Tussen 1983 en 1998 speelde ze 85 interlands voor Oranje, waarin ze tweemaal wist te scoren. Ze was nooit actief op een eindronde van een EK of WK. Wel werd Pauw de eerste Nederlandse vrouw die in Italië bij een professionele voetbalclub (ACF Euromobil Modena) speelde. Andere clubs waarvoor zij uitkwam zijn de Nederlandse clubs VV Brederodes, Vreeswijk, Puck Deventer en SV Saestum.

## Trainerscarrière

### Schotland
Na haar spelerscarrière ging Pauw aan de slag als bondscoach van het Schots vrouwenvoetbalelftal. Haar man, Bert van Lingen, ging op hetzelfde moment aan de slag als assistent-trainer van Dick Advocaat bij de Schotse topclub Glasgow Rangers. Ze bleef tot 2004 aan als bondscoach van de Schotten, maar wist zich niet te kwalificeren voor een eindtoernooi.

### Nederland
Vervolgens keerde Pauw terug naar Nederland waar ze tussen 2004 en 2010 onder contract stond bij de KNVB, waar zij de functie van bondscoach bekleedde voor het Nederlands vrouwenelftal. Samen met de KNVB was Pauw zeer gemotiveerd om de organisatie van het Europees Kampioenschap voetbal voor vrouwen van 2009 naar Nederland te halen, maar deze poging mislukte.
Onder leiding van Pauw bereikte het Nederlands elftal voor het eerst een eindtoernooi, het EK 2009 in Finland. Het elftal behaalde de halve finale van het toernooi, waarin het werd uitgeschakeld door Engeland. De selectie van het eindtoernooi bestond onder andere uit aanvoerder Daphne Koster, Anouk Hoogendijk en topscorer Manon Melis.
Op 25 maart 2010 maakte Pauw in een persconferentie bekend dat ze gebruikmaakte van een maand opzegtermijn in haar contract met de KNVB en daarmee haar functie als bondscoach neerlegde. Door de opzegtermijn bleef ze wel bondscoach tijdens de WK-kwalificatiewedstrijden tegen Slowakije.

### Zuid-Afrika
Tussen 2013 en 2016 was zij bondscoach van Zuid-Afrika. Met dit elftal kwalificeerde ze zich in oktober 2015 voor de Olympische Spelen van 2016 in Rio de Janeiro. Op dit toernooi kwam ze niet verder dan de groepsfase. Op 12 september 2016 maakte ze bekend dat ze vanwege privéomstandigheden stopte als bondscoach van Zuid-Afrika.

### Houston Dash
Van november 2017 tot september 2018 was ze coach bij de Amerikaanse club Houston Dash.

### Ierland
Na een dienstverband bij het Thais voetbalelftal werd op 4 september 2019 bekend dat Pauw per direct aan de slag zou gaan bij het Ierse vrouwenvoetbalelftal met als voornaamste taak kwalificatie voor het Europees kampioenschap 2021. Pauw leidde de Ierse vrouwen naar een debuut op het wereldkampioenschap vrouwenvoetbal in Australië en Nieuw-Zeeland in 2023. Haar aflopende contract werd na dit toernooi niet verlengd.

### Overzicht
| Team                | Periode          | Rol              |
| Trainerscarrière    | Trainerscarrière | Trainerscarrière |
| ------------------- | ---------------- | ---------------- |
| Schotland Vrouwen   | 1998–2004        | Bondscoach       |
| Nederland Vrouwen   | 2004–2010        | Bondscoach       |
| Rusland Vrouwen     | 2011             | Bondscoach       |
| Zuid-Afrika Vrouwen | 2013–2016        | Bondscoach       |
| Houston Dash        | 2017–2018        | Hoofdtrainer     |
| Ierland Vrouwen     | 2019–2023        | Bondscoach       |

## Bestuurlijke carrière

### Rusland
Pauw werd directeur bij de Russische voetbalbond van het vrouwenvoetbal. Ze ondertekende een contract voor twee jaar, met een optie voor nog eens twee jaar. In 2011 werd ze kortstondig aangesteld als bondscoach, maar omdat de bond geen geschikte nieuwe technisch directeur kon vinden keerde ze terug in haar oude functie. 

### Thailand
In februari 2019 tekende ze een contract als technisch adviseur bij de nationale vrouwenploeg van Thailand, het contract liep tot en met het WK 2019. In juni 2019 stapte Pauw echter al vlak voor het begin van het toernooi op als adviseur bij de Thaise voetbalbond.

### Overzicht
| Team             | Periode          | Rol                 |
| Trainerscarrière | Trainerscarrière | Trainerscarrière    |
| ---------------- | ---------------- | ------------------- |
| Rusland Vrouwen  | 2011–2013        | Technisch directeur |
| Thailand Vrouwen | 2019             | Adviseur            |

## Erfenis
Volgens KNVB-voorzitter Michael van Praag is Vera Pauw de grondlegster van het vrouwenvoetbal in Nederland en was zij onmisbaar voor de ontwikkeling daarvan. Pauw was een van de drijvende krachten achter de in 2007 gestarte Eredivisie voor vrouwen.
In mei 2005 werd zij de eerste vrouw die de KNVB-cursus Coach Betaald Voetbal met succes afrondde, waarna zij op 7 december haar diploma in ontvangst mocht nemen. Later volgden onder andere Sarina Wiegman en Jessica Torny haar voorbeeld.
Pauw schreef in samenwerking met Welmoed de Lang het boek De voetbalvrouwen komen eraan, dat in augustus 2009 werd uitgegeven door Tirion Sport. In november 2009 ontving Pauw de Emancipatieprijs van het maandblad Opzij voor haar "onvermoeibare inzet voor gelijke kansen voor meisjes en vrouwen, zowel in de sport als daarbuiten".
Op 16 juli 2017 benoemde de KNVB Vera Pauw tot bondsridder. Zij ontving de onderscheiding in de rust van de openingswedstrijd op het EK 2017.

## Opspraak
In de zomer van 2022 ontving de KNVB een vertrouwelijk rapport van een extern onderzoeksbureau, dat in augustus 2021 met Pauw sprak, waarin stond dat de KNVB 'onvoldoende alert' had gereageerd op meldingen van Pauw over 'seksueel misbruik' door de jaren heen. In de weken daarna voerde NRC verschillende gesprekken met Pauw over 'seksuele agressie' door 'hoge functionarissen' die ze tijdens haar loopbaan bij de KNVB zei te hebben ervaren; Pauws verhaal was 'uitgebreid, gedocumenteerd en gedetailleerd', al bleken volgens NRC 'niet alle herinneringen na verificatie te kloppen of te onderbouwen.' Volgens Pauw flirtte ze als 22-jarige voetballer in de zomer van 1985 met een coach die 14 jaar ouder was; deze verdween vervolgens een jaar en kwam toen plots terug. Vervolgens zou hij bij haar thuis op een agressieve manier die ze helemaal niet wilde seks met haar hebben gehad, wat ze een pijnlijke ervaring vond; Pauw zei tegen hem dat ze dit niet zo had gewild. De volgende dag stond de coach opnieuw voor haar deur en beloofde dat hij het deze keer anders zou doen; Pauw geloofde hem, maar het ging hetzelfde, waardoor ze naar eigen zeggen enorm veel schaamte kreeg en jarenlang zichzelf de schuld gaf omdat ze hem opnieuw had binnengelaten. Ze ontkende tegenover zichzelf dat er sprake was geweest van "verkrachting" en vertelde het tegen niemand, maar kort daarna kreeg de coach een belangrijke functie bij de KNVB en bleef haar daarna lange tijd lastigvallen. Na herhaalde afwijzingen zou de coach vanaf 1987 misbruik van zijn positie hebben gemaakt om Pauws carrière te hinderen en haar reputatie bij de KNVB te beschadigen. Toen ze in de zomer van 2021 de 'kwaadsprekerij' bij de KNVB zat was, maakte ze er melding van en werd er een onderzoek ingesteld, waarna ze alsnog aangifte van verkrachting deed en haar verhaal deed in NRC dat op 1 juli 2022 werd gepubliceerd. De coach erkende desgevraagd telefonisch tegenover NRC 'schoorvoetend dat hij destijds een affaire had met Pauw', maar was geschrokken door de aanklacht van seksueel geweld, omdat er zijns inziens 'niets onoorbaars gebeurd' zou zijn. Terwijl Pauw bij de Ierse nationale vrouwenvoetbalploeg waar ze bondscoach was heel veel steun en begrip kreeg na haar onthulling, bleef het in de Nederlandse voetbalwereld overwegend stil.
In december 2022 werd Pauw genoemd in een rapport van de Amerikaanse National Women's Soccer League (NWSL). In haar periode als coach van Houston Dash zou Pauw geprobeerd hebben om buitensporige controle uit te oefenen over het dieet, het gewicht, de conditie, de training, de huisvesting en de locatie van haar speelsters en staf. Pauw ontkende alle aantijgingen. Pauw mag niet meer bij de NWSL werken, tenzij ze persoonlijke verantwoordelijkheid accepteert.

## Privé
Vera Pauw is getrouwd met Bert van Lingen.